# ゼウス神殿

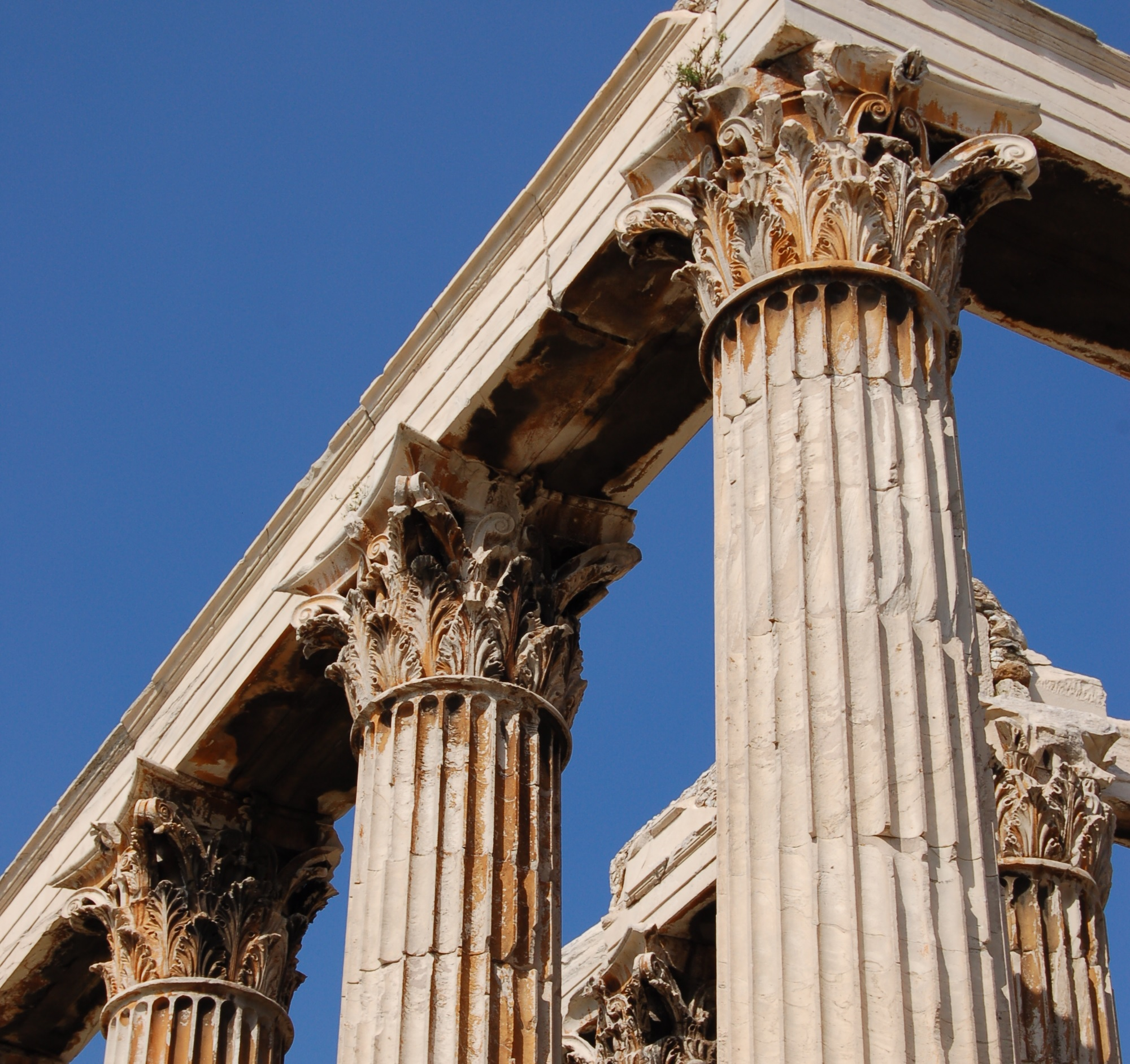
コリント式の列柱（ゼウス神殿）

ゼウス神殿またはオリュンピア＝ゼウス神殿（ギリシア語: Ναὸς τοῦ Ὀλυμπίου Διός，ラテン語: Templum Iovis Olympii）は、ギリシャ、アテネのアクロポリスの東側にある神殿で、オリュンポス十二神の中の最高神であるゼウスに捧げられた神殿である。紀元前6世紀、僭主政のアテナイの時代に建設が始まったが、古代の世界で最大級であった神殿を完成させることは出来なかった。神殿の完成は2世紀にローマ皇帝ハドリアヌスにより成し遂げられた。ローマ帝国期を通じて建てられた神殿の中で、この神殿は最大のものであった。
オリュンピア＝ゼウス神殿またはオリュンピアのゼウス神殿の名前は、ハドリアヌスがつくらせた、金と象牙のゼウス像がオリュンピアのゼウス神殿にあったもののコピーであったことに由来する。日本語でオリンピア＝ゼウス神殿と表記されることもある。

## 歴史
紀元前550年ごろ、アテナイの僭主ペイシストラトスが、ゼウスに捧げられた初期の祠があったこの地に神殿の建設を始めた。しかし建設途中の神殿はいったん撤去され、ペイシストラトスの息子で跡を継いで僭主となったヒッピアスらにより、紀元前520年頃より建設が再開された。この時の計画では、41m×108mの基礎の上に短辺8本、長辺21本の円柱を建てた神殿になる予定であった。しかし、紀元前510年にヒッピアスが追放されたため建設はまたもや中断することになった。建物の基礎部分と、ごくわずか完成していた円柱を残したまま336年もの間放置された後、セレウコス朝のアンティオコス4世エピファネスが紀元前174年に建設を再開した。この時に建物のデザインもドーリア式からコリント式に変更され、円柱も短辺に3列×8本と長辺に2列×20本の合計104本を建てる計画に変わった。円柱の高さは17m、直径は2mとされた。建設が半ばまで進んだ紀元前164年、アンティオコス4世が死去したため建設は中断された。共和政ローマの支配下となったアテナイで、ルキウス・コルネリウス・スッラは放置されていたゼウス神殿の円柱をローマに持ち帰り、カピトリーノの丘に建てられるユピテル神殿に使用してしまったため、ゼウス神殿は大きく破壊されることとなった。初代ローマ皇帝アウグストゥスの統治時代にゼウス神殿の建設は再開されるが、完成は紀元後2世紀の第14代ローマ皇帝ハドリアヌスの統治時代を待たねばならなかった。神殿の建設開始から638年も経過したことになる。
124年から125年に掛けて巡察旅行でアテナイを訪問した皇帝ハドリアヌスは、各種公共建築物の建設事業の中に、ゼウス神殿の完工も盛り込んだ。このとき、ゼウス神殿の当初の建築計画はわずかな修正を除いて維持され、神殿周囲に大理石で舗装された床が追加された。132年に完成した神殿は皇帝ハドリアヌスに捧げられる神殿とされた。神殿にはハドリアヌスの像が置かれると共に、本殿にはゼウス像が祀られていたと言われている。
425年、東ローマ帝国皇帝テオドシウス2世はキリスト教以外のローマ神やギリシア神を祀ったゼウス神殿を否定し、5世紀から6世紀にかけて神殿は破壊され石材は周辺のキリスト教の聖堂の建築に再利用された。

## 現地へのアクセス
- アテネ地下鉄 2号線 アクロポリ駅 から北東へ約400m